# Ayumi Mano
Ayumi Mano (真野 あゆみ Mano Ayumi?, Prefectura de Saitama, 24 de abril de 1996) es una actriz de voz japonesa afiliada a Stay Luck.

## Biografía
Se graduó en la Universidad de Medios de Entretenimiento de Osaka. Perteneció a Spellbound hasta 2014. Se convirtió en estudiante de Stay Luck en 2015 y empezó a formar parte oficialmente de Stay Luck en 2016.
En la escuela secundaria, pertenecía al club de voleibol. En la escuela secundaria, asistió a la escuela de danza y bailó hip-hop.

## Filmografía
Los papeles principales están en negrita

### Anime

#### Series de televisión
| Año  | Título | Rol                        | Refs.         |
| ---- | --- | -------------------------- | ------------- |
| 2017 | Tsuredure Children | Ayane Matsura              | [ 4 ]         |
| 2017 | Black Clover | Holo                       | [ 4 ]         |
| 2018 | Last Period: Owarinaki Rasen no Monogatari | Iwazaru                    | [ 5 ]         |
| 2018 | Uchi no Maid ga Uzasugiru! | Madre de Midori            | [ 4 ]         |
| 2018 | Hisone to Maso-tan | Momo Guryo                 | [ 6 ]         |
| 2018 | Back Street Girls | Yui Nakamura               | [ 7 ]         |
| 2018 | Ore ga Suki nano wa Imōto dakedo Imōto ja nai | Esaka                      | [ 8 ]         |
| 2019 | Date A Live III | Natsumi                    | [ 9 ]         |
| 2019 | One Punch Man | Zenko, Garou (joven)       | [ 4 ]         |
| 2019 | Kimetsu no Yaiba | Sumi Nakahara              | [ 4 ]         |
| 2019 | Fate/Grand Order: Zettai Majuu Sensen Babylonia | Niño                       | [ 10 ]        |
| 2019 | Dungeon ni Deai o Motomeru no wa Machigatteiru Darō ka II | Cassandra Illion           | [ 11 ]        |
| 2019 | Isekai Cheat Magician | Anastasia                  | [ 12 ]        |
| 2020 | Mewkledreamy | Kaede Akana                | [ 13 ]        |
| 2020 | Deca-Dence | Mendy                      | [ 4 ]         |
| 2021 | WIXOSS Diva(A)Live | Tamago Hakase (Dr. Tamago) | [ 14 ]        |
| 2021 | Blue Reflection Ray | Amiru Sumeragi             | [ 15 ]        |
| 2021 | Shinigami Bocchan to Kuro Maid | Alice Lendrott             | [ 16 ]        |
| 2022 | Kimetsu no Yaiba: Yuukaku-hen | Sumi Nakahara              | [ 4 ]         |
| 2022 | Bara-Ō no Sōretsu | Lady Isabelle Neville      | [ 17 ]        |
| 2022 | Date A Live IV | Natsumi                    | [ 18 ]        |
| 2022 | Dungeon ni Deai o Motomeru no wa Machigatteiru Darō ka IV | Cassandra Illion           | [ 19 ]        |
| 2023 | Sugar Apple Fairy Tale | Bridget Page               | [ 20 ]        |
| 2023 | Dungeon ni Deai o Motomeru no wa Machigatteiru Darō ka IV: Fuka Shou - Yakusai-hen | Cassandra Illion           | [ 21 ]        |
| 2023 | Kimetsu no Yaiba: Katanakaji no Sato-hen | Sumi Nakahara              | [ 22 ]        |
| 2023 | Yumemiru Danshi wa Genjitsushugisha | Arisa Koga                 | [ 4 ]         |
| 2023 | Sugar Apple Fairy Tale Part 2 | Bridget Page               | [ 23 ]        |
| 2023 | Nanatsu no Maken ga Shihai Suru | Teresa Carste              | [ 24 ]        |
| 2023 | Shinigami Bocchan to Kuro Maid 2nd Season | Alice Lendrott             | [ 25 ]        |
| 2024 | High Card Season 2 | Chloe Johnes               | [ 26 ]        |
| 2024 | Dekisokonai to Yobareta Moto Eiyū wa, Jikka kara Tsuihōsareta node Suki Katte ni Ikiru Koto ni Shita                                                                                      | Sara                       | [ 27 ]        |
| 2024 | Shinigami Bocchan to Kuro Maid 3rd Season | Alice Lendrott             | [ 28 ] [ 29 ] |
| 2024 | Date A Live V | Natsumi                    | [ 30 ]        |
| 2024 | Kimetsu no Yaiba: Hashira Geiko-hen | Sumi Nakahara              | [ 31 ]        |
| 2024 | 2.5 Jigen no Yūwaku | Midori Taki                | [ 32 ]        |
| 2024 | Koi wa Futago de Warikirenai | Kanako Sakurada            | [ 33 ]        |
| 2024 | Mahō Tsukai ni Narenakatta Onna no Ko no Hanashi | Maki Kumil                 | [ 34 ]        |
| 2024 | Dungeon ni Deai o Motomeru no wa Machigatteiru Darō ka V: Hōjō no Megami-hen | Cassandra Illion           | [ 35 ]        |
| 2024 | Yarinaoshi Reijō wa Ryūtei Heika o Kōryaku-chū | Faris                      | [ 36 ]        |
| 2025 | Ballpark de Tsukamaete! | Natsuno Yamada             | [ 37 ]        |
| 2025 | Chotto Dake Ai ga Omoi Dark Elf ga Isekai Kara Oikakete Kita | Mei                        | [ 38 ]        |
| 2025 | Shinjiteita Nakama-tachi ni Dungeon Okuchi de Korosarekaketa ga Gift "Mugen Gacha" de Level 9999 no Nakama-tachi o Te ni Irete Moto Party Member to Sekai ni Fukushuu & "Zamaa!" Shimasu! | Ellie                      | [ 39 ]        |

#### Películas
| Año  | Título                            | Rol    | Refs.  |
| ---- | --------------------------------- | ------ | ------ |
| 2022 | Go-Tōbun no Hanayome: La película | Sanada | [ 40 ] |

#### OVAs
| Año  | Título                                                        | Rol              | Refs. |
| ---- | ------------------------------------------------------------- | ---------------- | ----- |
| 2020 | Dungeon ni Deai o Motomeru no wa Machigatteiru Darō ka II OVA | Cassandra Illion | [ 4 ] |

### Videojuegos
| Año  | Título                  | Rol                | Refs. |
| ---- | ----------------------- | ------------------ | ----- |
| 2019 | 13 Sentinels: Aegis Rim | Chica de atletismo |       |
| 2021 | Blue Archive            | Yoshimi Ibaraki    |       |

### Doblaje
- Deep como Maura (2017)[41]